# فاطمة الرياحي
فاطمة الرياحي (تعرف بـفاطمة ارابيكا) (1975 -) هي مدوّنة ومخرجة أفلام وثائقية تونسية.

## حياتها ونشأتها
من مواليد سنة 1975.
درست بمدرسة نهج تونس بالفحص (مدينة)، ثم بالمعهد الثانوي محمود المسعدي بالفحص، درست سنة أولى حقوق بكلية الحقوق والعلوم السياسية بتونس ثم التحقت بالمعهد العالي للفن المسرحي بتونس لتتحصل على أستاذية في الدراسات المسرحية وماجستير في الارتجال المسرحي.

## مسيرتها
بدأت التدوين منذ 2005 وتدرّس الفنون المسرحية في أحد المدارس الإعداديّة بالمكنين منذ 2001. شاركت في فعالية نهار على عمار ضد رقابة الإنترنت.

## اعتقالها
اُعتقلت في 1 نوفمبر 2009  إثر الانتخابات الرئاسية التونسية 2009 من قبل فرقة مقاومة الإجرام بمنطقة الأمن الوطني بالقرجاني إثر الانتخابات الرئاسية واُطلق سراحها في 7 نوفمبر من منطقة الأمن الوطني بالقرجاني وتعرضت خلال اعتقالها للتحقيق من قبل فرقة مقاومة الإجرام و التعذيب الجسدي والنفسي. فُتش منزلها مرتين في 3 نوفمبر و5 نوفمبر 2009 واُحتجز حاسوبها ووثائق شخصية لحد الآن. اُستدعيت في نوفمبر عقب خروجها من السجن من قبل الإدارة الجهوية للتعليم بالولاية التي تدرس بها، واتهمتها بتزوير شهادة طبية لتبرير غيابها خلال فترة اعتقالها. اُوقف صرف راتبها في ذلك الشهر واتصلت الرياحي بالنقابة الجهوية للتعليم وسُويّت وضعيتها.

## وصلات خارجية
- الاعتداء على فاطمة الرياحي خلال أحداث 9 أفريل 2012 على يوتيوب